# Amtsgericht Osterode i. Ostpr.

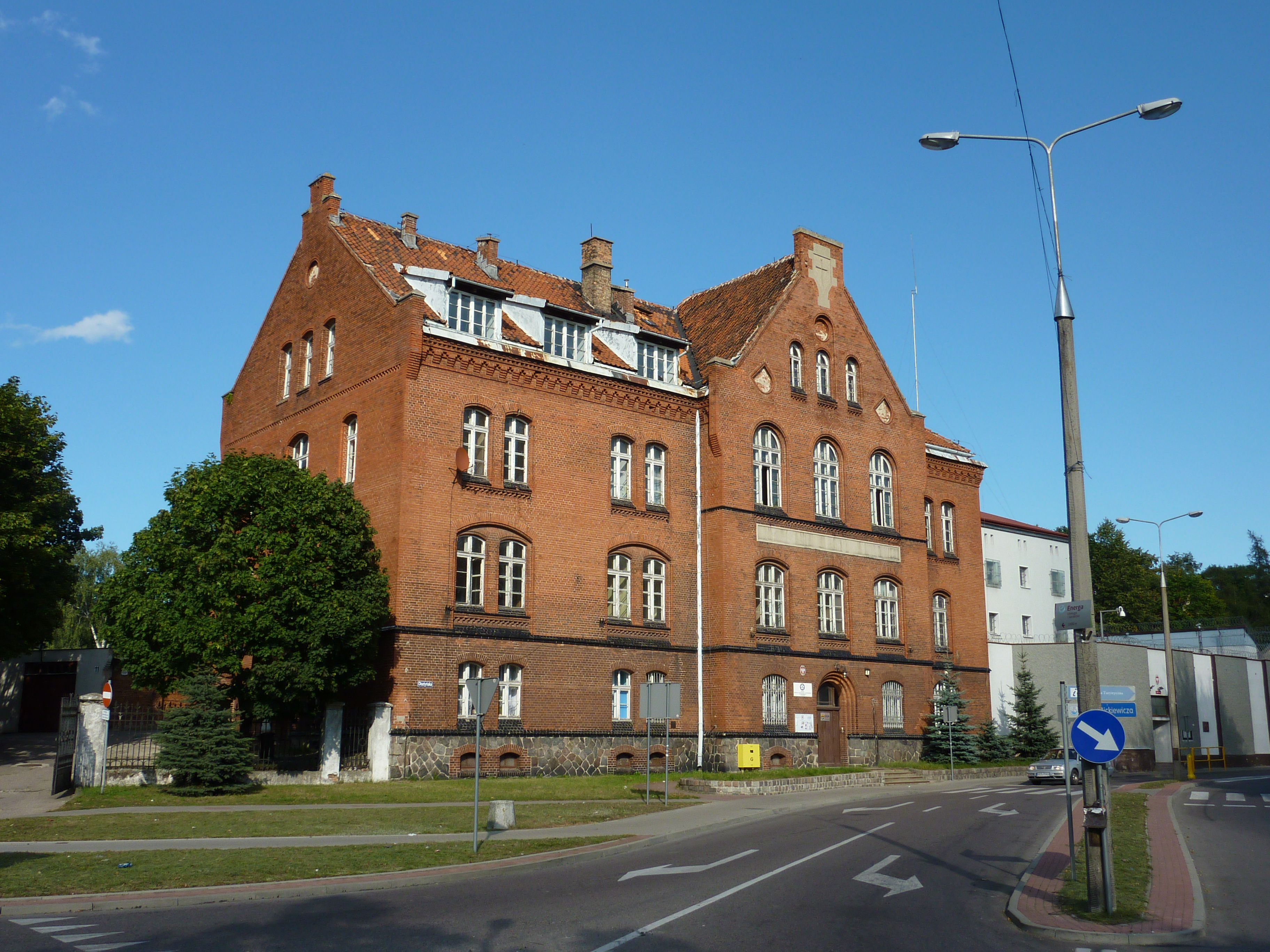
Ehem. Amtsgerichtsgebäude (2013)

Das Amtsgericht Osterode i. Ostpr. war ein preußisches Amtsgericht mit Sitz in der Stadt Osterode i. Ostpr., Ostpreußen.

## Geschichte
In Osterode bestand bis 1849 das Land- und Stadtgericht Osterode und danach das Kreisgericht Osterode. Im Rahmen der Reichsjustizgesetze wurden die bestehenden Gerichte aufgehoben und einheitlich Amtsgerichte gebildet. Das königlich preußische Amtsgericht Osterode wurde mit Wirkung zum 1. Oktober 1879 als eines von zehn Amtsgerichten im Bezirk des Landgerichtes Allenstein im Bezirk des Oberlandesgerichtes Königsberg gebildet. Der Sitz des Gerichtes war Osterode. Sein Gerichtsbezirk umfasste den Landkreis Osterode ohne die Teile, die den Amtsgerichten Gilgenburg und Hohenstein zugeordnet waren. Am Gericht bestanden 1880 vier Richterstellen. Das Amtsgericht war damit ein großes Amtsgericht im Landgerichtsbezirk. Gerichtstage wurden in Liebemühl und Locken gehalten.
Im Jahre 1945 wurde der Amtsgerichtsbezirk unter polnische Verwaltung gestellt, und die deutschen Einwohner wurden vertrieben. Damit endete auch die Geschichte des Amtsgerichtes Osterode. Unter polnischer Verwaltung entstand das Sąd Rejonowy w Ostrołęce (1950–1975: Sąd Powiatowy w Ostrołęce).